# Напад НОВЈ на Босански Нови новембра 1942.
Након Бихаћке операције Врховни штаб НОВ и ПОЈ настојао је да задржи стечену иницијативу и настави разбијање уздрманог противника. У том циљу Четврта дивизија НОВЈ ојачана деловима Пете наставила је енергично наступање између Уне и Сане, са циљем да, у садејству са деловима Првог хрватског корпуса НОВЈ са Баније, ликвидира утврђени гарнизон Босански Нови са оклним утврђењима. Предвиђајући нападе, немачка 714. дивизија је у циљу заштите Босанског Новог, Приједора, Санског Моста и рудника Љубија на простору између Уне и Сане успоставила непрекидну троструку утврђену линију „Југозапад“ коју је бранило око 18.000 немачких и усташко-домобранских војника.
Напад на линију „Југозапад” почео је 17. новембра 1942. Четврта дивизија разбила је током ноћи 17/18. новембра 1942. десно, североисточно крило линије „Југозапад“, избила на реку Сану, комуникацију Приједор - Босански Нови и угрозила Љубију, наневши тешке губитке непријатељу. Велики успех постигла је Пета крајишка бригада, заробивши велики број непријатељских војника, међу којима и команданта десног одсека линије „Југозапад“, потпуковника Северовића.
Након припремних борби на ширем подручју, извршена је концентрација за напад на Босански Нови, који је уследио 26. новембра 1942. у 23:00. На утврђени рејон града и околине напале су четири бригаде Првог босанског корпуса. Истовремено, пет бригада Првог хрватског корпуса требало је да нападне упоришта Матијевиће и Двор на Уни.
Напад се није ослањао на изненађење. Штабу 714. немачке дивизије, која је била надлежна за ово подручје, биле су познате припреме за напад, па је целу област града претворио у утврђени рејон, обједињен са одбрамбеним појасом око Двора на Уни и комуникације Двор - Костајница. Нови је 26. новембра бранио један батаљон Немаца ојачан додатном пешадијском и тенковском четом, дивизион артиљерије, бојна усташа, жандармерија, те 12. пешадијска пуковнија и 3. горски здруг НДХ - укупно око 6.000 људи. Четири бригаде Првог босанског корпуса бројале су око 4.500 људи.
Током ноћи постигнут је значајан локални успех на правцу напада Прве крајишке бригаде, уз заробљавање око 500 домобрана и 4 хаубице. Остале бригаде ликвидирале су сва упоришта у долинама Уне и Сане, укључујући Добрљин, чиме је Нови изолован. Међутим, продор у сам град није успео, па је у зору напад обустављен.
Наредна два дана вођене су борбе у широј области Новог са обе стране реке Уне. Током 27. новембра одбијен је напад 3. батаљона 721. немачког пука ојачаног четом тенкова, који се покушао из Приједора пробити у Нови. Током 28. новембра Шеста крајишка бригада ликвидирала је мостобран Благај, потпуно разбивши преостали део 3. горског здруга НДХ, који је, према извештају штаба здруга, изгубио 480 војника и официра. Међу погинулима био је и потпуковик Јосип Ланкаш. Од 25. до 28. новембра одвијао се напад пет бригада Првог хрватског корпуса на Двор на Уни, при чему су снаге НОВЈ имале 310 бораца избачених из строја.
Поновни напад на сам Босански Нови уследио је 28. новембра у 20:00. Међутим, раније истог дана штаб Првог хрватског корпуса обуставио је напад на Двор на Уни, јер су здружене немачко-усташко-домобранске снаге пробиле блокаду и продрле из Костајнице у Двор. Тиме је уједно успостављена веза и са опкољеним гарнизоном у Босанском Новом. Снаге у самом граду, које су пре овог спајања бројале око 6.500 људи, ојачане су на око 10.500 бораца. Током напада, само је Друга крајишка бригада успела да се пробије у сам град, па су њени делови у граду током ноћи ојачани деловима Прве крајишке.
Услед веома неповољног односа снага, напад је завршен неуспехом, па је обустављен у зору 29. новембра. Након извлачења снага НОВЈ из града, немачко-усташко-домобранске снаге извршиле су противнапад, који је одбијен и око 16:30 нападач је натеран на повлачење у град.
Врховни штаб и штабови корпуса НОВЈ у плановима за напад знатно су потценили бројност противника, што је довело до неуспеха. Након борбе штабови бригада су критиковани због недовољне упорности. У послератним приказима, операција се међутим поред неоствареног основног циља сматра за успех НОВЈ, јер су снаге Првог босанског корпуса током операције заробиле 850 непријатељских војника, међу којима 13 официра. Заплењени су: 4 хаубице, 2 брдска топа 75 мм, 850 пушака, и велики број минобацача, тешких митраљеза и пушкомитраљеза. У бригадним извештајима број погинулих и рањених непријатељских војника процењен је на око 1.500, али овакве процене су у правилу претеране.
Током операције поново је прекинут транспорт гвоздене руде из рудника Љубија, који је био од значаја за немачку ратну привреду. Аутор монографије о Четвртој крајишкој дивизији повезује ову чињеницу са сменом команданта 714. дивизије Фридриха Штала, која је уследила 31. децембра 1942.
Након обустављања операције заузимања Босанског Новог, Први босански корпус добио је задатак да заузме Сански Мост.